# Ammophila breviliguata
Ammophila breviligulata és una planta de la família de les poàcies. Juntament amb Ammophila arenaria forma part del gènere Ammophila. És nativa de l'est de l'Amèrica del Nord, on creix en dunes de sorra al llarg de les costes de l'oceà Atlàntic i dels Grans Llacs.